# Дерекеркенч
Дерекеркенч или Даракеркенч — бывшее село в Шемахинском районе Азербайджана.

## История
В период нахождения поселения в составе Российской Империи изначально территориально относилось к Шамахинской губернии, после ее упразднения — к Бакинской. По данным «Кавказского календаря» на 1856 год село Дерекеркенч населяли армяне, которые являлись последователями армянской церкви и между собой говорили по-армянски